# زمین‌لرزه ۱۹۵۶ هندوستان
زمین‌لرزه هندوستان  در تاریخ ۲۱ ژوئیه ۱۹۵۶ میلادی، برابر با ‎۳۰ تیر ۱۳۳۵، ساعت ۱۵:۳۲:۰۰ به زمان یوتی‌سی در هندوستان رخ داد. بزرگی آن ۶٫۱ در مقیاس ریشتر اعلام شده‌است. زمین‌لرزه به وقت محلی در روز شنبه، ساعت ۲۰٫۵ روی داده و منطقه زمانی آن یوتی‌سی +۵٫۵ بوده‌است .
سازمان زمین‌شناسی آمریکا نیز جای این زمین‌لرزه را در مختصات ۲۳°شمالی ۷۰°شرقی / ۲۳°شمالی ۷۰°شرقی و بزرگی آن را برابر با ۶٫۱ در مقیاس ریشتر اعلام کرده‌است. 
شمار کشتگان زلزله حدود ۱۱۱ نفر بوده‌است.تعداد زخمیان ۳۰۰ نفر برآورده شده‌است.